# Episodi di Continuum (terza stagione)
La terza stagione della serie televisiva Continuum è stata trasmessa in prima visione assoluta in Canada da Showcase dal 16 marzo al 22 giugno 2014.
In Italia la stagione è stata trasmessa in prima visione satellitare da AXN Sci-Fi, canale a pagamento della piattaforma Sky, dal 7 gennaio al 25 marzo 2015.
In questa terza stagione, tutti i titoli originali degli episodi contengono la parola «minute».
| nº | Titolo originale            | Titolo italiano            | Prima TV Canada | Prima TV Italia  |
| -- | --------------------------- | -------------------------- | --------------- | ---------------- |
| 1  | Minute by Minute            | Una nuova storia           | 16 marzo 2014   | 7 gennaio 2015   |
| 2  | Minute Man                  | Passato, presente, futuro  | 23 marzo 2014   | 7 gennaio 2015   |
| 3  | Minute to Win It            | Un'eredità scomoda         | 30 marzo 2014   | 14 gennaio 2015  |
| 4  | A Minute Changes Everything | Un minuto cambia tutto     | 6 aprile 2014   | 21 gennaio 2015  |
| 5  | 30 Minutes to Air           | 30 minuti alla diretta     | 13 aprile 2014  | 28 gennaio 2015  |
| 6  | Wasted Minute               | Una decisione difficile    | 27 aprile 2014  | 4 febbraio 2015  |
| 7  | Waning Minute               | Tradimenti                 | 4 maggio 2014   | 11 febbraio 2015 |
| 8  | So Do Our Minutes Hasten    | Troppo tardi               | 11 maggio 2014  | 18 febbraio 2015 |
| 9  | Minute of Silence           | L'uomo senza memoria       | 25 maggio 2014  | 25 febbraio 2015 |
| 10 | Revolutions Per Minute      | L'ultimo addio             | 1º giugno 2014  | 4 marzo 2015     |
| 11 | 3 Minutes to Midnight       | Tre minuti alla mezzanotte | 8 giugno 2014   | 11 marzo 2015    |
| 12 | The Dying Minutes           | Scambio di prigionieri     | 15 giugno 2014  | 18 marzo 2015    |
| 13 | Last Minute                 | Uniti per il futuro        | 22 giugno 2014  | 25 marzo 2015    |

## Una nuova storia
- Titolo originale: Minute by Minute
- Diretto da: Pat Williams
- Scritto da: Simon Barry

### Trama
Con l'aiuto dei Freelancer, Kiera deve impedire all'Alec tornato indietro nel tempo di alterare la storia nel suo tentativo di salvare Emily; ma Kiera non è sicura che i Freelancer possano essere considerati affidabili. Kiera forma una difficile tregua con Garza e allo stesso tempo comincia a rendersi conto che i freelancer non sono necessariamente nemici. La rivalità di Kellog con Escher prende una svolta drastica, che costringe Emily a fare una scelta difficile. La Keira fuggita con la macchina del tempo riesce a scampare alla distruzione temporale causata dalle azioni di Alec, mentre l'altra Keira viene trovata morta nel laboratorio di Alec.

## Passato, presente, futuro
- Titolo originale: Minute Man
- Diretto da: Pat Williams
- Scritto da: Simon Barry

### Trama
Con due Alec in un'unica linea temporale, l'unica rimasta Kiera si trova di fronte a un grosso problema, dato che la linea temporale cambia di continuo. Allo stesso tempo, Carlos scopre che ci sono due Keira e quando un corpo compare nel laboratorio di Alec, la situazione peggiora. Con i leader Liber8 riuniti, questi rivolgono la loro attenzione al sindaco, Jim Martin, e lo catturano, causando il caos politico.

## Un'eredità scomoda
- Titolo originale: Minute To Win It
- Diretto da: Pat Williams
- Scritto da: Shelley Eriksen

### Trama
Nel tentativo di alterare drasticamente il futuro e impedire alle multinazionali di ottenere il controllo, Liber8 inizia a rapinare alcune banche usando dirigenti aziendali telecomandati. Dopo che Red, Kiera e Carlos sono rimasti prigionieri durante una rapina, scoprono che anche un poliziotto è coinvolto. La tregua di Kiera con Garza giunge a una fine improvvisa e dolorosa, ma non prima di scoprire un dispositivo proveniente da un altro futuro, qualcosa che persino i Freelancer non riconoscono. Nel frattempo, mentre l'Alec tornato indietro nel tempo si avvicina a Emily, l'altro Alec scopre la verità su di lei dopo aver ereditato la partecipazione di controllo in Piron da suo padre Escher.

## Un minuto cambia tutto
- Titolo originale: A Minute Changes Everything
- Diretto da: William Waring
- Scritto da: Denis McGrath

### Trama
Kiera e Carlos indagano sulla morte di 3 studenti uccisi durante una protesta studentesca a sostegno del Liber8 e scoprono che un ufficiale ha sparato agli studenti e che le sue azioni sono state coperte dai colleghi ufficiali sulla scena. Nel frattempo al Piron Corp la prima riunione del consiglio di amministrazione di Alec non è andata come previsto, ma in seguito riceve consigli da Kellog. Durante le indagini, Carlos scopre che Betty era la talpa che lavorava per Liber8 e poi l'ha arrestata. Alec quindi afferma la sua autorità al prossimo consiglio di amministrazione di Piron Corp e offre diverse idee per far avanzare la compagnia. Più tardi quel giorno Betty viene rilasciata dalla custodia e gli viene permesso di riprendere le sue mansioni sotto stretta sorveglianza e deve indossare un monitor per la caviglia, e viene quindi informata che sarà usata come esca per catturare Liber8.

## 30 minuti alla diretta
- Titolo originale: 30 Minutes To Air
- Diretto da: William Waring
- Scritto da: Jonathan Lloyd Walker

### Trama
Quando la figlia di Dillon, Christine, viene arrestata per il suo coinvolgimento in una protesta contro la Fermitas Corp, le sue azioni sono viste da alcuni come sostenitori del Liber8. Di fronte all'esame accurato di come si occupa di lei, Dillon appare in diretta di Firing Point con Diana Bolton per riaffermare che non sarà trattata in modo diverso da qualsiasi altro criminale. Tuttavia, Liber8 prende in ostaggio lo studio e Travis richiede i codici di accesso ai satelliti di proprietà della stazione televisiva. Kiera scopre che la Fermitas Corp è proprietaria della stazione televisiva e inavvertitamente rivela ad Alec di essere a conoscenza dell'esistenza dell'Alec alternativo mentre disarma gli esplosivi piazzati da Liber8. Nel frattempo, con gli ostaggi ora soccorsi, Garza si infiltra in Fermitas Corp e ruba dati sensibili, che rivelano che stavano spiando società rivali, tra cui la Piron Corp. Il giorno dopo Dillon conforta sua figlia e le dice che userà la sua influenza per ottenere una sentenza più leggera. Insieme escogitano un piano per farla infiltrare in Liber8.

## Una decisione difficile
- Titolo originale: Wasted Minute
- Diretto da: Amanda Tapping
- Scritto da: Jeremy Smith e Matt Venables

### Trama
Kiera rimane con una scelta difficile, quando i Freelance la informano che deve fare una scelta riguardo alla situazione di Alec. Ma quando Liber8 effettua un'incursione su un impianto chimico della Evergreen, Kiera scopre che Liber8 potrebbe aver intenzione di usare la sostanza chimica per creare un'arma biologica simile a quella che l'ha infettata nel 2066. Tuttavia, quando un seguace di Liber8 protesta fuori dalla Sonmanto usando la sostanza rubata, capisce che la Sonmanto era responsabile della creazione dell'arma biologica e che stavano progettando di venderla ai terroristi di tutto il mondo. Alla Piron Corp., Kiera interviene quando Alec minaccia con una pistola il suo sé alternativo e lo costringe a cancellare i file relativi a Emily dai server. Nel frattempo, Sonya e Travis discutono le loro future azioni contro Sonmanto Corp; Sonya decide di ricreare l'antidoto dell'arma biologica, prelevando gli anticorpi da Travis. Credendo di non avere altra scelta, Kiera consegna ai Freelance l'Alec che era tornato indietro nel tempo e i Freelance lo trattengono nella loro prigione segreta. Durante il trasferimento, Kiera scopre che Curtis era responsabile dell'omicidio del suo sé alternativo.

## Tradimenti
- Titolo originale: Waning Minutes
- Diretto da: Amanda Tapping
- Scritto da: Sam Egan

### Trama
Questo episodio si svolge prima degli eventi del pilot e si basa quasi interamente nel futuro.
Quando un normale trasporto di prigionieri con a bordo Stefan Jaworkski si schianta, Kiera incontra un gruppo chiamato "spigolatrici" che vive lontano dalla società corporativa. Con il suo CMR buttato offline, e da solo, impara di più sul gruppo. Nel frattempo Sadtech, credendo che Kiera sia morta, offre al marito di Kiera un pacchetto di risarcimenti, nel caso in cui assolva Sadtech da ogni responsabilità per l'incidente. Kagame decide di fare la sua presenza nell'accampamento di spigoli noto al vecchio Alec, che risponde ordinando un attacco missilistico contro il campo. Credendo che gli spigolosi stiano per tradirlo, Kagame scappa dal campo con Sonya dopo aver parlato con Kiera in infermeria. Però, Kiera è costretta a perseguire Stefan quando scappa dalla sua custodia, e lo riprende quando il suo CMR riprende funzionalità. Sonya guarda mentre i missili colpiscono l'accampamento spigoloso e viene confortato da Kagame, che accetta di aiutare. In passato, Curtis sfugge al confinamento dopo aver simulato un tentativo di suicidio, e Kiera dice al leader Freelancer che ora si è risvegliata.

## Troppo tardi
- Titolo originale: So Do Our Minutes Hasten
- Diretto da: Pat Williams
- Scritto da: Jeff King

### Trama
Kiera e Dillon indagano su un attacco a Fermitas Corp e apprendono che 12 persone sono state uccise con gas nervino. Nel frattempo, Alec svela un prototipo di dispositivo sanitario che chiama "Halo" alla lavagna. Quando Carlos viene avvicinato da Julian, viene a sapere che Julian ha indagato su Sonmanto con l'aiuto di Adele Mason, ex dipendente di Sonmanto. Tuttavia, Sonmanto ha falsificato i documenti dati a Julian per screditarlo, con l'aiuto di Adele. Il giorno successivo, Kiera e Carlos apprendono che Sonmanto ha fallito nell'offerta di acquisto di Fermitas e credono di aver assunto Greypoint Security per eseguire l'attacco. Ma quando esprimono le loro preoccupazioni a Dillon, si rifiuta di ascoltare. Quella notte, Betty viene attirata in un bar e viene uccisa.

## L'uomo senza memoria
- Titolo originale: Minute of Silence
- Diretto da: Pat Williams
- Scritto da: Simon Barry

### Trama
Kiera indaga su un amnesico John Doe quando si risveglia dopo 2 mesi senza sapere altro che il suo nome. Nel frattempo, Kiera e Carlos indagano su una serie di furti tecnologici di alto profilo alla Piron Corp. Kiera in seguito si avvicina a John Doe e gli racconta della sua vita quando scopre che potrebbe essere dal futuro. Quando le indagini condurranno Kiera e Carlos a Greypoint Security, scopriranno un'operazione di sorveglianza e scopriranno che stavano monitorando la stazione e diverse società. Durante l'indagine, scoprono il ladro e l'assassino di Betty. Il giorno dopo, Alec estrae il CMR dal corpo di Kiera alternativa.

## L'ultimo addio
- Titolo originale: Revolutions Per Minute
- Diretto da: David Frazee
- Scritto da: Denis McGrath

### Trama
La delicata relazione di Kiera con i Freelance è spinta al limite mentre stringe un legame più profondo con il misterioso John Doe. Green Alec usa il chip CMR di Kiera alternativa morta per salvare il progetto Halo e inizia ad abbracciare la sua futura eredità.

## Tre minuti alla mezzanotte
- Titolo originale: 3 Minutes To Midnight
- Diretto da: David Frazee
- Scritto da: Jonathan Lloyd Walker

### Trama
John Doe si è rivelato essere dell'anno 2039 e si chiama Brad Tonkin. Mentre Brad scompare, Kiera e Carlos scoprono che Dillon sta coprendo una serie di violenti attacchi da parte dei tester del dispositivo Halo di Alec. Mentre Carlos chiede aiuto a Julian, Kiera riesce a rintracciare Brad nella sua casa d'infanzia, ma vengono liberati da Liber8. Brad rivela al gruppo terroristico e Kiera che è del 2039 ed è stato rimandato indietro per prevenire il futuro prodotto nel 2014. Mentre a Liber8 inizialmente piaceva l'idea di aver vinto, Kiera e Brad rivelano che Garza sta lavorando per Alec del 2077. Il fatto che Curtis Chen sia ancora vivo comincia a far capire a Liber8 che forse non hanno ancora vinto nulla. Kellog ha rivelato di aver mandato Brad indietro nel tempo e che Curtis sta lavorando con lui ai giorni nostri. Liber8 poi lascia dopo aver capito che sono semplicemente pedine utilizzate da chi è al potere in futuro. Altrove, la salute di Jason si deteriora causandogli un'allucinazione e quasi uccide qualcuno.

## Scambio di prigionieri
- Titolo originale: The Dying Minutes
- Diretto da: Simon Barry
- Scritto da: Shelley Eriksen

### Trama
Kiera e Brad sferrano un attacco alla prigione di Freelancer per liberare l'Alec che lei ha impropriamente imprigionato e qualcosa di nascosto nelle sue grinfie, ma il suo prezzo potrebbe essere ripido. Carlos è aiutato da un alleato improbabile mentre giura di strappare il controllo del VPD da Piron e Dillon.

## Uniti per il futuro
- Titolo originale: Last Minute
- Diretto da: William Waring
- Scritto da: Simon Barry

### Trama
Mesi dopo, Alec ed Emily sopravvivono a un tentativo di omicidio. Ritornano a unire le forze con Kiera e Brad per fermare i piani di Alec alternativo di accelerare l'ascesa di Piron e il lancio di Halo. Dichiarando che devono tutti abbracciare questa nuova linea temporale, Kiera recluta i membri superstiti di Liber8, e Brad rivela che il dispositivo che ha reclamato dai Freelancer invierà un segnale di pericolo al suo futuro significato se lo attiva e non succede niente, quindi il suo futuro ha cessato di esistere. Garza fa un tentativo di omicidio al lancio di Halo e nella confusione Kiera rapisce Alec alternativo e Alec torna a Piron per distruggere il laboratorio di antimateria e ruba il dispositivo di viaggio nel tempo. Tuttavia, Alec viene salvato dalle sue forze di sicurezza e ritorna a Piron solo per morire in un combattimento con Alec alternativo.